# Ans. Andur
Ans. Andur es una banda estonia de rock formada en 2002 en la ciudad de Paide.
La banda es conocida en su país con criterio de culto ya que ha alcanzado la popularidad por sus discos "Topeltvikerkaar" 2007 y "Kiletron" 2009. es una de las bandas más representantes del rock en Estonia. Sus influencias del grupo son: R.E.M., The Beatles, Sonic Youth, Yo La Tengo, Neil Young, Pavement, Guided by Voices, entre otros.
Una de sus mayores participaciones fue participar en el Festival de Eurovision de Estonia (Eesti Laul 2011), El 16 de febrero de 2011 toco su canción "Lapsed ja Lenukid" finalizando en el noveno lugar en la primera semifinal
En noviembre de 2021 lanzan su noveno álbum de estudio titulado: "Uus palav päev" por la compañía discográfica: Agrosound. siendo este su más recién material discográfico.

## Integrantes

### Formación actual
- Madis Aesma - vocal, guitarra, bajo
- Mihkel Kirss - vocal de apoyo, guitarra, teclados
- Gert Pajuväli - bajo, guitarra
- Madis Kirss - batería, vocal de apoyo

### Exintegrantes
- Kaarel Kirss - ? (2002 - 2005)

## Discografía

### Álbumes de estudio
- 2002: "Teie kangelased" (Lanzado de forma independiente)
- 2004: "Asfaldilapsed" (Lanzado de forma independiente)
- 2005: "Tuled peale" (SekSound)
- 2007: "Topeltvikerkaar" (SekSound)
- 2009: "Kiletron" (SekSound)
- 2012: "Kõverad" (Mortimer Snerd Records)
- 2015: "Öine Bingo" (Mortimer Snerd Records)
- 2018: "Roheline Meri" (Agrosound)
- 2021: "Uus Palav Päev" (Agrosound)

### Recopilaciones
- 2002: "1 peatus enne Viljandi kesklinna"
- 2007: "Kohalik ja kohatu 2: Compilation of Estonian Independent Music"
- 2009: "Eesti pops"
- 2010: "Kohalik ja kohatu 3: Compilation of Estonian Independent Music"
- 2011: "Külmkõlad: 9 heliloomingulist pühendust helilooja Arvo Pärdile"
- 2011: "Eesti pops 2"

### Sencillos
- "Ma joon ennast seaks"
- "Rebased On Linnas"
- "Lapsed ja Lennukid"
- "Topeltvikerkaar"
- "Parklate Linn"
- "Puhuvad Tuuled"
- "Ookeanide Aeg"

## Galería
|                                             |
| El líder y vocalista del grupo Madis Aesma. |

|                              |
| El guitarrista Mihkel Kirss. |

|                           |
| El bajista Gert Pajuväli. |

|                                                |
| Y el baterista (del lado derecho) Madis Kirss. |